# Ksilometazolin
Ksilometazolin je lek koji se koristi kao topikalni nazalni dekongestiv. On se primenjuje direktno u nosu, bilo kao sprej ili kapi.
Ksilometazolin je u prodaji pod mnogim imenima sa tipičnom masenom koncentracijom rastvora za odrasle od 0.1%. Ovaj lek ne treba koristiti tokom dužih perioda da ne bi došlo do povratnog efekta. Neka od trgovačkih imena su: Zolynd, Xylomet, Klarigen, Nasolin, Neo-Rinoleina, Novorin, Olynth, Otrinoz, Otriven, Otrivin, Otrivine, Otrix, Rhinoset, Sinutab, Snup akut, Sudafed, Xylo-COMOD, Xylovit, Xynosine, Xymelin i Zymelin.

## Mehanizam dejstva
Lek deluje tako što sužava krvne sudove nosa. Usled vazokonstrikcije manje vode može da se izfiltrira, te se manje sekreta pravi. 
Ksilometazolin je imidazolni derivat koji je dizajniran da oponaša molekulski oblik adrenalina. On se vezuje za alfa-adrenergičke receptore u nosnim sluznicama. Zbog njegovog simpatomimetičkog dejstva, ovaj lek ne trebaju da koriste ljudi sa visokim krvnim pritiskom, ili drugim srčanim problemima.
Duža upotreba ksilometazolina može da dovede do umanjene efektivnosti ili formiranja tolerancije protiv leka.

## Hemija
Jedan od mogućih načina dobijanja ksilometazolina je prikazan na sledećoj šemi:

## Spoljašnje veze
|  | Molimo Vas, obratite pažnju na važno upozorenje u vezi sa temama iz oblasti medicine (zdravlja). |